# 1780 en science
| Années de la science : 1777 - 1778 - 1779 - 1780 - 1781 - 1782 - 1783    |
| Décennies de la science : 1750 - 1760 - 1770 - 1780 - 1790 - 1800 - 1810 |

Cet article présente les faits marquants de l'année 1780 en science.

## Événements
- 2 mai : l'astronome britannique William Herschel découvre la première étoile binaire, Xi Ursae Majoris[1].
- 23 août : James Pickard (en) de Birmingham fait breveter un système bielle-manivelle appliqué à la machine à vapeur qui rend possible l'utilisation de la vapeur pour les mouvements circulaires[2].

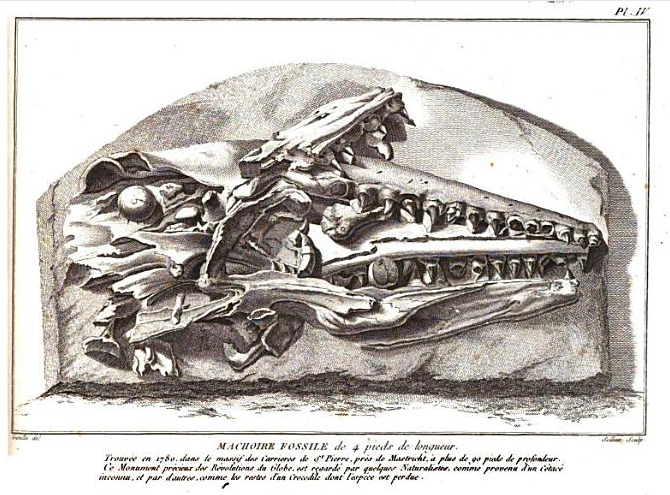
Mâchoire du « Grand Animal fossile des Carrières de Maestricht ».

- Découverte du crâne fossilisé d'un animal géant (plus tard identifié à un mosasaure) par les ouvriers d'une carrière de la montagne Saint-Pierre près de Maastricht aux Pays-Bas[3].

- Le chimiste suédois Carl Wilhelm Scheele isole l'acide lactique[4].

## Publications
- John Aikin : Biographical Memoirs of Medicine in Great Britain.
- Jean-Étienne Guettard et Antoine Grimoald Monnet : Atlas et description minéralogiques de la France, Paris, Didot, Desnos.
- Jean-Paul Marat : Plan de législation criminelle', Neuchâtel'.
- Lazzaro Spallanzani : Dissertationi di fisica animale e vegetale, Modène. Le premier volume, traduit en français par Jean Senebier en 1783 sous le titre Expériences sur la digestion de l'homme et de différentes espèces d'animaux démontre l'action chimique du suc gastrique sur la digestion[5].
- Clément Joseph Tissot : Gymnastique médicinale et chirurgicale, ou, essai sur l'utilité du mouvement, ou des différens exercices du corps, et du repos dans la cure des malades, Paris, Bastien.

## Prix
- Médailles de la Royal Society
  - Médaille Copley : Samuel Vince, (1749-1821), pour un papier intitulé An Investigation of the Principles of Progressive and Rotatory Motion.

## Naissances

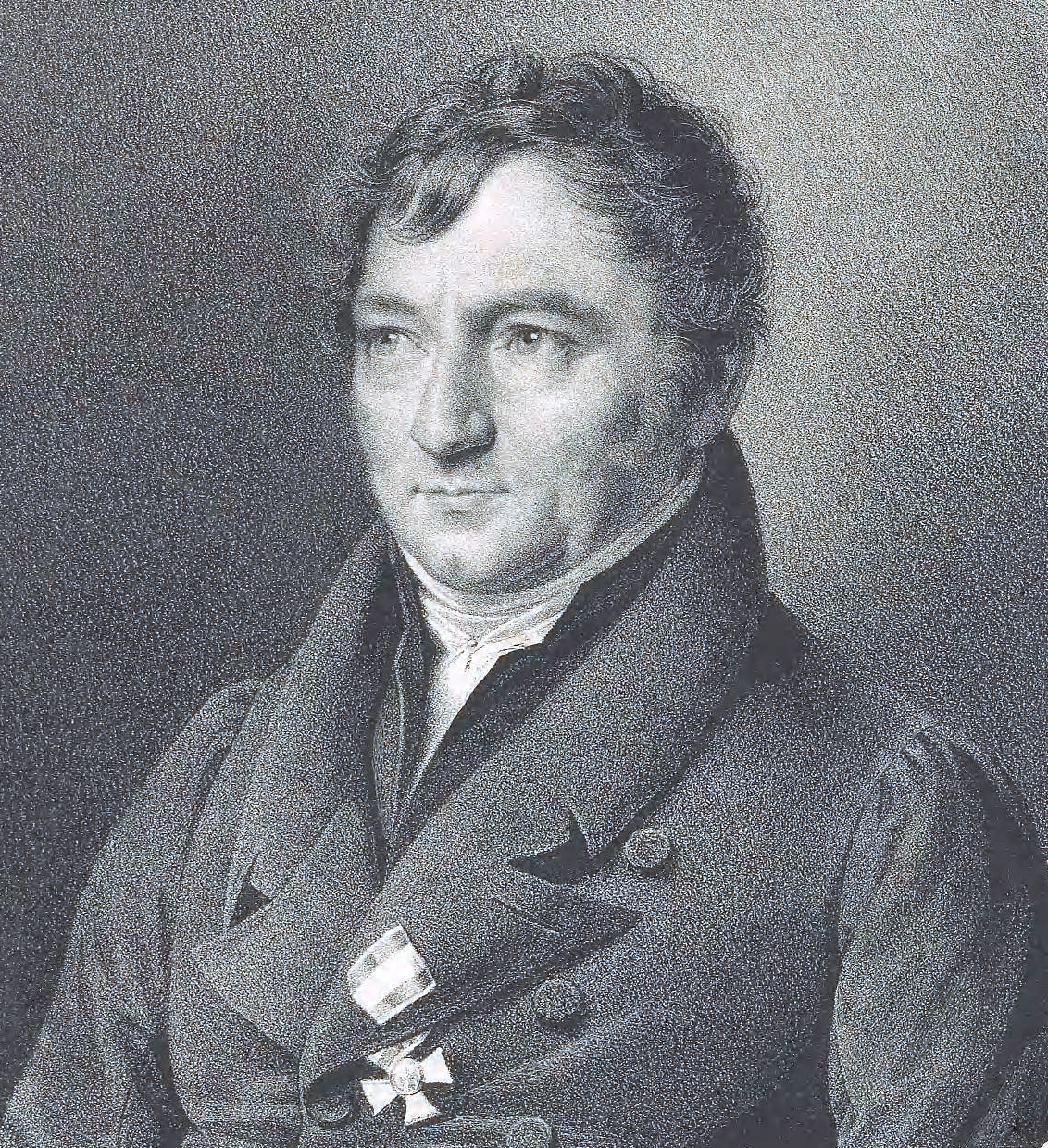
Martin Lichtenstein

- 10 janvier : Martin Lichtenstein (mort en 1857), médecin, explorateur et zoologiste allemand.
- 14 janvier : Pierre Jean Robiquet (mort en 1840), chimiste français.
- 23 janvier : Charles Derosne (mort en 1846), chimiste et industriel français.
- Janvier : William Henry Fitton (mort en 1861), géologue britannique.

- 5 février : Thomas Turton (mort en 1864), mathématicien britannique.

- 11 mars : August Leopold Crelle (mort en 1855), mathématicien et ingénieur en architecture allemand.

- 11 avril : Jean-Marie Léon Dufour (mort en 1865), médecin et naturaliste français.
- 26 avril :
  - Philibert Joseph Roux (mort en 1854), chirurgien français.
  - Édouard de Villiers du Terrage (mort en 1855), ingénieur français.

- 29 mai : Henri Braconnot (mort en 1855), pharmacien militaire, botaniste et chimiste français.

- 14 juin : Henry Salt (mort en 1827), artiste, diplomate et égyptologue anglais.

- 3 juillet : Ludolph Lehmus (mort en 1863), mathématicien allemand.

- 3 septembre : Heinrich Christian Schumacher (mort en 1850), astronome, géodésien et éditeur allemand.

- 5 décembre : Alexandre Du Mège (mort en 1862), érudit, archéologue et historien français.
- 13 décembre : Johann Wolfgang Döbereiner (mort en 1849), chimiste allemand.
- 26 décembre : Mary Somerville (morte en 1872), mathématicienne britannique.

- Date précise inconnue ou non renseignée :
  - David Buchan (mort en 1838), explorateur écossais.
  - Elizabeth Philpot (morte en 1857), paléontologue britannique.

- Vers 1780 : 
  - Charles-François-Antoine Leroy (mort en 1854), mathématicien français.

## Décès
- 24 janvier : Jean-Baptiste-Michel Bucquet (né en 1746), scientifique et chimiste français.

- 2 février : Louis-Guillaume de Lafolie (né en 1739), physicien et chimiste français.
- 13 février : Nicolò Baschiera, ingénieur et architecte italien.

- 14 mars : Roque Joaquín de Alcubierre (né en 1702), militaire espagnol, pionnier de l'archéologie.

- 26 décembre : John Fothergill (né en 1712), médecin anglais.